# H.C. Andersen på kirkegården
H.C. Andersen på kirkegården er en dokumentarfilm fra 1996 instrueret af Robert Fox efter eget manuskript.

## Handling
En kortfilm, der i poetiske og stemningsfulde billeder giver tilskueren et indblik i H.C. Andersens forhold til døden. Filmen tager sit udgangspunkt i Assistens Kirkegård, hvor H.C. Andersen ofte kom. Han skrev, at kirkegårdens grave er som bøger, der vender ryggen opad. De fortæller en historie. På Assistens Kirkegård hentede han inspiration til nogle af de smukkeste eventyr. Bl.a. "Historien om en Moder".